# Joseph Byron Totten
Joseph Byron Totten (1870 – 29 de abril de 1946) fue un director, actor y guionista cinematográfico de nacionalidad estadounidense, activo en la época del cine mudo, nacido y fallecido en Nueva York, Estados Unidos.

## Selección de su filmografía

### Director
- The Lieutenant Governor (1915)
- Thirteen Down (1915)
- The Blindness of Virtue (1915)
- The Call of the Sea (1915)

### Actor
- The Lieutenant Governor, de Joseph Byron Totten (1915)

### Guionista
- The Lieutenant Governor, de Joseph Byron Totten (1915)